# James Thomas

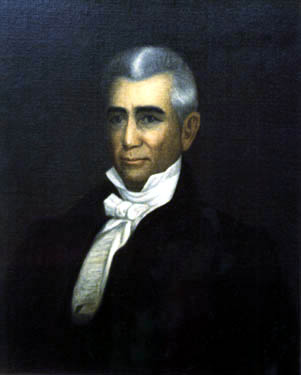
Porträt von James Thomas (1904)

James Thomas (* 11. März 1785 im Saint Mary’s County, Maryland; † 25. Dezember 1845 ebenda) war ein US-amerikanischer Politiker und von 1833 bis 1836 Gouverneur des Bundesstaates Maryland.

## Frühe Jahre
James Thomas besuchte das St. Johns College und dann bis 1804 die Charlotte Hall Academy. Anschließend studierte er bis 1807 an der University of Pennsylvania Medizin. Zwischen 1808 und 1812 amtierte er als Friedensrichter im Saint Mary’s County. Ab 1810 war er auch noch Richter an einem Steuergericht und ab 1811 an einem Vormundschaftsgericht im selben Bezirk.

## Politischer Aufstieg
Während des Krieges von 1812 diente er in einer Einheit aus Maryland. Dabei zeichnete er sich durch besondere Tapferkeit aus. Bei Kriegsende hatte er es vom Major bis zum Generalmajor gebracht. Zwischen 1824 und 1830 war Thomas Mitglied im Senat von Maryland. Am 7. Januar 1833 wurde er von der Legislative als Mitglied der Whig Party zum neuen Gouverneur seines Staates gewählt.

## Gouverneur von Maryland und weiterer Lebenslauf
James Thomas trat sein neues Amt am 17. Januar 1833 an. Nachdem er in den Jahren 1834 und 1835 in seinem Amt bestätigt wurde, konnte er bis zum 14. Januar 1836 im Amt bleiben. Während dieser Zeit ging der Ausbau des Eisenbahnnetzes im ganzen Staat Maryland weiter voran. Das Schulwesen wurde finanziell besser ausgestattet und ein geologisches Gutachten wurde in Auftrag gegeben, um die Bodenschätze des Staates zu erforschen. In dieser Zeit gab es auch negative Entwicklungen. So brach die Bank of Maryland zusammen und eine Cholera-Epidemie suchte den Staat heim. Nach dem Ende seiner Amtszeit zog sich James Thomas aus der Politik zurück. Der mit Elizabeth Coates verheiratete Ex-Gouverneur verstarb Ende 1845 und wurde in „Deep Falls“ im Saint Mary’s County beigesetzt.